# Lacanobia dives
Lacanobia dives är en fjärilsart som beskrevs av Adrian Hardy Haworth. Lacanobia dives ingår i släktet Lacanobia och familjen nattflyn. Inga underarter finns listade i Catalogue of Life.